# Alice in Hell
Alice in Hell es el primer álbum de estudio de la banda canadiense de thrash metal Annihilator. El álbum fue reeditado 2 veces, una en 1998 con 3 demos de bonus track y otra en 2003 junto con Never, Neverland. en una compilación doble llamada Two From The Vault.

## Canciones
Toda la música compuesta por Jeff Waters. 
| N.º | Título                                   | Letras              | Duración |  |
| 1.  | «Crystal Ann»                            | instrumental        | 1:40     |  |
| 2.  | «Alison Hell»                            | John Bates, Waters  | 5:00     |  |
| 3.  | «W.T.Y.D.» (Welcome to Your Death)       | Bates, Waters       | 3:56     |  |
| 4.  | «Wicked Mystic»                          | Waters, Jody Weil   | 3:38     |  |
| 5.  | «Burns Like a Buzzsaw Blade»             | Waters, Bates, Weil | 3:33     |  |
| 6.  | «Word Salad»                             | Waters              | 5:49     |  |
| 7.  | «Schizos (Are Never Alone) Parts I & II» | Waters              | 4:32     |  |
| 8.  | «Ligeia»                                 | Waters              | 4:47     |  |
| 9.  | «Human Insecticide»                      | Bates, Waters       | 4:50     |  |

Reedición de 1998

| Bonus tracks - 1998 re-release |                                                  |          |  |
| N.º                            | Título                                           | Duración |  |
| 10.                            | «Powerdrain» (Demo)                              | 2:49     |  |
| 11.                            | «Schizos (Are Never Alone), Parts I & II» (Demo) | 4:18     |  |
| 12.                            | «Ligeia» (Demo)                                  | 4:56     |  |

## Créditos
- Jeff Waters – Guitarra, bajo, coros, guitarra acústica, productor
- Anthony Brian Greenham – Guitarra
- Randy Rampage – Voz, coros
- Dennis Dubeau – Coros
- Wayne Darley – Bajo, coros
- Ray Hartmann – Batería

- Datos: Q1509014